# Division for Planetary Sciences
Division for Planetary Sciences (DPS) – oddział American Astronomical Society (AAS) ukierunkowany na badania układu słonecznego.
DPS powstało w roku 1968. Pierwszym komitetem organizacyjnym była grupa: Edward Anders, L. Branscomb, J.W. Chamberlain, R. Goody, John Scoville Hall, A. Kliore, M.B. Elroy, Tobias Owen, Gordon Pettengill, Carl Sagan, i Harlan James Smith. Aż do dziś (2009) DPS stanowi największą grupę działającą w ramach AAS.
DPS przyznaje pięć nagród:
- Kuiper Prize - za wkład do astronomii planetarnej
- Urey Prize - za wkład młodych astronomów do badań planetarnych
- Masursky Award - za przyczynienie się do rozwoju astronomii planetarnej i badań przestrzeni kosmicznej
- Carl Sagan Medal - za wkład do komunikacji między uczonymi badającymi układ planetarny a społecznością
- Jonathan Eberhart Planetary Sciences Journalism Award - honoruje popularyzację astronomii planetarnej w czasopismach.

Zebrania DPS odbywają się corocznie.